# Michael Büker

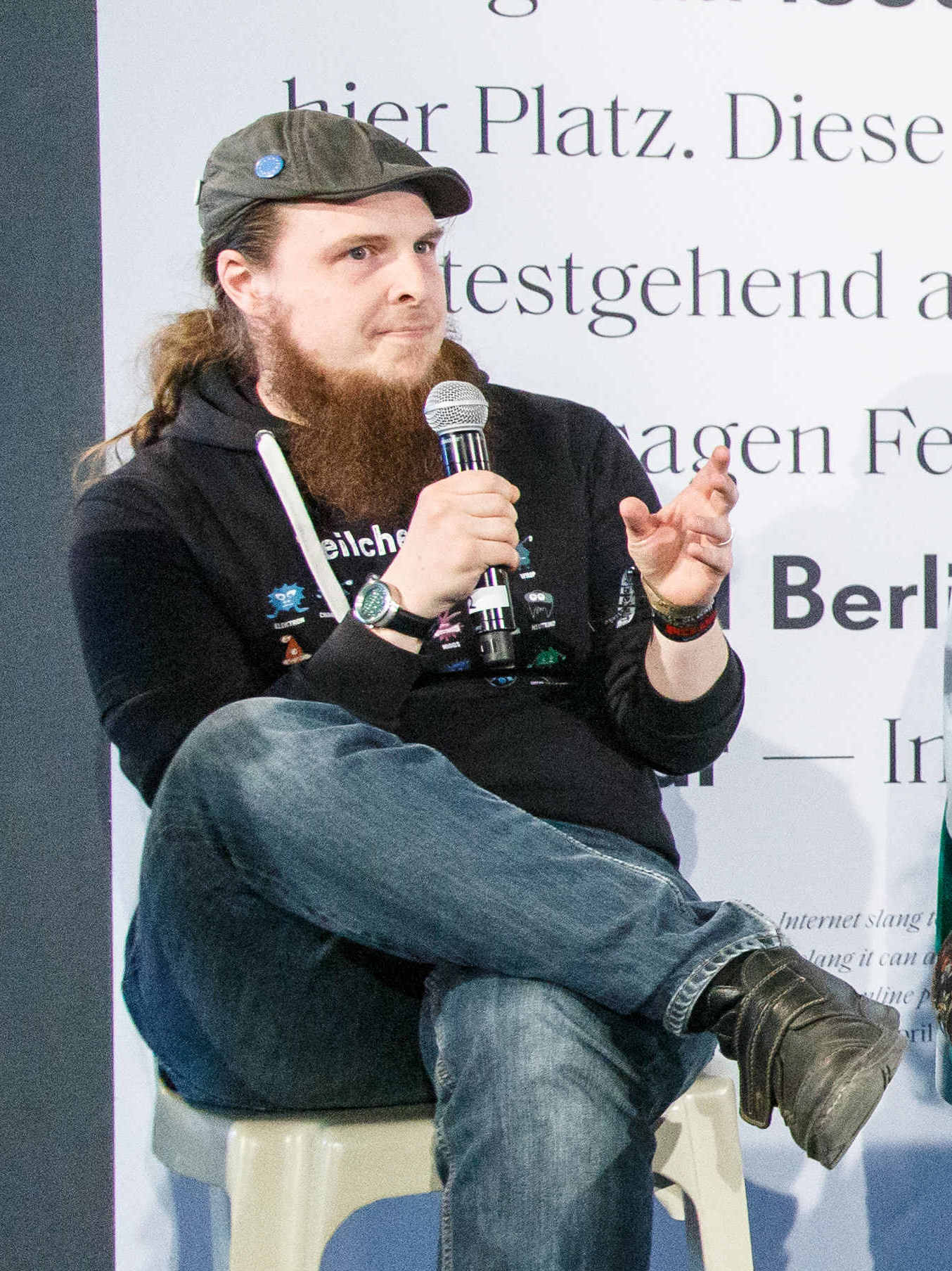
Michael Büker (2019)

Michael Büker (* 1987 in Lutherstadt Wittenberg) ist ein deutscher Physiker, Wissenschaftsjournalist, Autor und Wissenschaftskommunikator.

## Leben
Michael Büker studierte Physik mit den Schwerpunkten Astroteilchenphysik und Friedensforschung an der Universität Hamburg. Noch während seines Studiums und der Diplom-Arbeit am DESY begann seine Karriere im Bereich der Wissenschaftskommunikation. So gewann er den Jury- sowie Publikumspreis beim FameLab in Hamburg 2013, einem überregional ausgetragenen „Science-Slam“-Wettbewerb.
Heute schreibt er für verschiedene Zeitschriften und Magazine und ist als Wissenschaftsjournalist regelmäßig in Radio- und TV-Sendungen zu Gast.
Mit Bükers Testgelände schrieb er von 2017 bis 2024 eine monatliche Kolumne im P.M. Magazin. Seit 2018 betreibt er in diesem Zusammenhang gemeinsam mit Jens Schröder und Johannes Kückens den Audible-Podcast Sag mal, du als Physiker.
Mit Ich war noch niemals auf Saturn erschien 2016 im Ullstein Verlag sein erstes populärwissenschaftliches Sachbuch.

## Politik
Nachdem Michael Büker zunächst Mitglied der SPD war, trat er 2009 in die Piratenpartei Deutschland ein, für die er 2011 bei der Bürgerschaftswahl und der Bezirksversammlungswahl sowie 2013 für die Bundestagswahl kandidierte.

## Werke (Auswahl)
- Der Weltraum: Raumfahrt, Sterne und Planeten. Ravensburger, 2023, ISBN 978-3-473-49282-4.
- Was soll schon schiefgehen? Heyne, 2022, ISBN 978-3-453-60576-3.
- Was den Mond am Himmel hält. KOSMOS, 2019, ISBN 978-3-440-16650-5.
- Ich war noch niemals auf Saturn: Eine Reise durchs Universum. Ullstein, 2016, ISBN 978-3-548-37637-0.